# Lobulosa transsylavinca
Lobulosa transsylavinca är en tvåvingeart som först beskrevs av Szabo 1960.  Lobulosa transsylavinca ingår i släktet Lobulosa och familjen fjärilsmyggor. Inga underarter finns listade i Catalogue of Life.